# Mark van der Maarel
Mark van der Maarel (Arnhem, 12 agosto 1989) è un ex calciatore olandese, di ruolo difensore.